# Gilmorova děvčata
Gilmorova děvčata (v anglickém originále Gilmore Girls) je americký komediálně-dramatický televizní seriál, jehož autorkou je Amy Sherman-Palladino. Premiérově byl vysílán v letech 2000–2007, zpočátku na stanici The WB, následně na The CW (od 2006). Celkově bylo natočeno 153 dílů v sedmi řadách. Na seriál navazuje minisérie Gilmorova děvčata: Rok v životě z roku 2016.
Příběh se odehrává ve fiktivním městečku Stars Hollow a vypráví o svobodné matce Lorelai Gilmorové (Lauren Graham) a její dospívající dceři Rory (Alexis Bledel). Seriál je znám především svými rychlými a vtipnými dialogy, které jsou prošpikovány narážkami na pop kulturu.

## Příběh
Hlavními postavami seriálu je svobodná matka z bohaté rodiny Lorelai Gilmorová a její dospívající dcera Lorelai Leigh Gilmorová alias Rory. Pilotní díl seznamuje diváka s celým pozadím příběhu: Lorelai v 16 letech otěhotněla, odmítla si navzdory přání rodičů vzít otce dítěte, odstěhovala se od rodičů do městečka Stars Hollow v Connecticutu, a nadále s nimi udržovala jen sporadický kontakt. Rory, které je na začátku seriálu 15 let, je přijata na prestižní střední školu Chilton. Školné je ale příliš vysoké, a tak je Lorelai nucena uchýlit se k pro ni nejzazší možnosti – požádat rodiče o půjčku. Její matka, Emily Gilmorová, si ale vymíní, že budou obě každý pátek docházet na pravidelné rodinné večeře, čímž se Emily a Richard stávají znovu důležitou součástí života obou děvčat. Lorelain vztah k rodičům je však stále napjatý a ostře kontrastuje s kamarádským vztahem mezi Lorelai a Rory.
Ústředními motivy seriálu jsou rodina, přátelství a láska, generační a třídní rozdíly. Klade se důraz na vzdělání a tvrdou práci, díky níž se obě Gilmorova děvčata nakonec dostanou tam, kam chtějí. Lorelai se z pokojské s nálepkou svobodné matky vypracuje na majitelku vlastního hotelu. Rory exceluje nejprve na prestižní střední škole Chilton, ze které pak pokračuje na jednu z nejlepších vysokých škol v Americe, Yale, kde dále pracuje na svém snu stát se zahraniční dopisovatelkou některých proslulých amerických novin. Rozdíl mezi společenskými vrstvami v Americe je nastíněn hlavně na pozadí složitého vztahu mezi Lorelai, která privilegovaný život odmítla, a jejími rodiči z vyšší společenské třídy, ale také mezi dětmi na Chiltonu a Yaleu.
Dalšími důležitými postavami jsou majitel bistra ve Stars Hollow Luke Danes, Roryina kamarádka Lane Kimová, nejlepší kamarádka Lorelai Sookie St. James a rodiče Lorelai, Emily a Richard Gilmorovi.

## Obsazení

### Hlavní role
- Lauren Graham (český dabing: Simona Postlerová) jako Lorelai Gilmorová
- Alexis Bledel (český dabing: Klára Jandová) jako Rory Gilmorová
- Melissa McCarthy (český dabing: Olga Želenská a Vlasta Žehrová) jako Sookie St. Jamesová
- Keiko Agena (český dabing: Kateřina Lojdová [1.–2. řada], Petra Hobzová [3.–7. řada]) jako Lane Kimová
- Yanic Truesdale (český dabing: Zbyšek Pantůček [1.–5. a 7. řada], Libor Terš [6. řada]) jako Michel Gerard
- Scott Patterson (český dabing: Lukáš Vaculík) jako Luke Danes
- Kelly Bishop (český dabing: Růžena Merunková) jako Emily Gilmorová
- Edward Herrmann (český dabing: Miloš Hlavica) jako Richard Gilmore
- Liza Weil (český dabing: Kateřina Březinová) jako Paris Gellerová (2.–7. řada, jako host v 1. řadě)
- Jared Padalecki (český dabing: Libor Bouček) jako Dean Forester (2.–3. řada, jako host v 1., 4. a 5. řadě)
- Milo Ventimiglia (český dabing: Jan Maxián) jako Jess Mariano (2.–3. řada, jako host ve 4. a 6. řadě)
- Sean Gunn (český dabing: Ivo Novák) jako Kirk Gleason (3.–7. řada, jako host v 1. a 2. řadě)
- Chris Eigeman (český dabing: Martin Kolár) jako Jason Stiles (4. řada)
- Matt Czuchry (český dabing: Jan Kalous) jako Logan Huntzberger (6.–7. řada, jako host v 5. řadě)

### Vedlejší role
- Liz Torres (český dabing: Hana Talpová) jako Patricia LaCostaová, zvaná slečna Patty, učitelka tance a místní drbna
- Emily Kuroda (český dabing: Radana Herrmannová a Vlasta Žehrová) jako paní Kimová, přísná matka Lane
- Sally Struthers (český dabing: Jaroslava Brousková) jako Babette Dell, sousedka Lorelai a místní drbna
- Jackson Douglas (český dabing: Rostislav Čtvrtlík a Jiří Valšuba) jako Jackson Belleville, manžel Sookie a místní farmář
- Michael Winters (český dabing: Jiří Zavřel) jako Taylor Doose
- David Sutcliffe (český dabing: Martin Zounar [1. řada] a Pavel Vondra [2.-7. řada]) jako Christopher Hayden, Roryin otec (1.–3. a 5.–7. řada)
- Shelly Cole (český dabing: Hana Tunová) jako Madeline Lynnová, spolužačka Paris a Rory z Chiltonu (1.–4. řada)
- Teal Redmann (český dabing: Jana Mařasová [1. a 2. řada] a Lucie Vondráčková [3. a 4. řada]) jako Louise Grantová, spolužačka Paris a Rory z Chiltonu (1.–4. řada)
- Scott Cohen (český dabing: Petr Svoboda [1. řada], Vladislav Beneš [2. řada] a David Prachař [3. řada]) jako Max Medina, učitel Rory a přítel Lorelai (1.–3. řada)
- Chad Michael Murray (český dabing: Petr Vágner) jako Tristan DuGray, namyšlený student z Chiltonu (1.–2. řada)
- Dakin Matthews (český dabing: Bohumil Švarc st.) jako Hanlin Charleston, ředitel Chiltonu (1.–4. řada)
- Marion Ross (český dabing: Viola Zinková a Milena Dvorská) jako Lorelai „Trix“ Gilmorová, Richardova matka (1.–4. řada)
- Lisa Ann Hadley (český dabing: Regina Řandová) jako Rachel, Lukova bývalá přítelkyně (1. řada)
- Alex Borstein (český dabing: Radana Herrmannová) jako Drella, harfistka (1. řada)
- Rose Abdoo (český dabing: Lucie Svobodová) jako Gypsy, opravářka aut (2.–7. řada)
- Carole King (český dabing: ?) jako Sophie Bloomová, majitelka hudebnin (2., 5. a 6. řada)
- Biff Yeager (český dabing: Václav Knop) jako Tom, majitel stavební firmy (2.,3., 4. a 6. řada)
- Emily Bergl (český dabing: Klára Vodenková a Jolana Smyčková) jako Francie Jarvisová (2.-3. řada)
- Todd Lowe (český dabing: Lumír Olšovský) jako Zach Van Gerbig, Lanein spoluhráč z kapely a později manžel (3.-7. řada)
- John Cabrera (český dabing: Vojtěch Hájek) jako Brian Fuller, Lanein spoluhráč z kapely (3.-7. řada)
- Tricia O'Kelley (český dabing: René Slováčková) jako Nicole Leahyová, Lukeova přítelkyně a manželka (3.-4. řada)
- Arielle Kebbel (český dabing: René Slováčková, Veronika Veselá a Nikola Votočková) jako Lindsay Listerová, Deanova přítelkyně a manželka (3.-5.řada)
- Adam Brody (český dabing: Petr Vágner) jako Dave Rygalski, Lanein spoluhráč z kapely a přítel (3. řada)
- Sebastian Bach (český dabing: Bohdan Tůma, Pavel Vondra a Filip Čáp) jako Gil, Lanein spoluhráč z kapely (4.–7. řada)
- Danny Strong (český dabing: Michal Michálek a Pavel Vondrák) jako Doyle McMaster, Parisin přítel (4.–7. řada)
- Kathleen Wilhoite (český dabing: Zuzana Skalická a Lucie Juřičková) jako Liz Danesová, Lukeova sestra a Jessova matka (4.–7. řada)
- Michael DeLuise (český dabing: Lumír Olšovský a Bohdan Tůma) jako TJ, Lukeův švagr (4.–7. řada)
- Wayne Wilcox (český dabing: Lumír Olšovský a Bohumil Švarc mladší) jako Marty, Roryin kamarád, který je do ní nešťastně zamilovaný (4., 5. a 7. řada)
- Rini Bell (český dabing: ?) jako Lulu Kuschnerová, Kirkova přítelkyně (4.–7. řada)
- Alan Loayza (český dabing: ?) jako Colin McCrae, Loganův bohatý kamarád (5.–6. řada)
- Tanc Sade (český dabing: Lumír Olšovský) jako Finn, Loganův bohatý kamarád (5.–6. řada)
- Gregg Henry (český dabing: Jan Vondráček a Pavel Šrom) jako Mitchum Huntzberger, Loganův otec (5.–7. řada)
- Vanessa Marano (český dabing: Terezie Taberyová) jako April Nardiniová, Lukeova „dlouho ztracená“ dospívající dcera (6. a 7. řada)
- Sherilyn Fenn (český dabing: Lucie Svobodová) jako Anna Nardiniová, matka April a Lukeova bývalá přítelkyně (6. a 7. řada)
- Krysten Ritter (český dabing: Kateřina Petrová) jako Lucy, Roryina kamarádka (7. řada)
- Michelle Ongkingco (český dabing: Andrea Elsnerová) jako Olivia Marquontová, Roryina kamarádka (7. řada)

## Produkce
Většina dialogů v Gilmorových děvčatech je obohacena rozmanitými narážkami na popkulturní fenomény, jako jsou filmy, televizní pořady, hudba či literatura. Kvůli zapeklitosti některých aluzí se studio rozhodlo sepsat seznam „gilmorismů“ a přidat ho do bookletu k DVD.

### Hudba
Hudba hraje v seriálu jednu z významných rolí, a to nejen díky Roryině kamarádce Lane Kim, dceři přísných rodičů, která v hudbě, respektive v bubnování, nachází své životní poslání, ale i díky dvěma titulním postavám, pro něž je hudba také nedílnou součástí života a častým námětem hovorů.
Nemálo hudebníků se také v seriálu objeví osobně (The Bangles, Sonic Youth nebo Sebastian Bach, který v seriálu vystupuje jako Gil, jeden ze členů Laneiny skupiny Hep Alien). Další osobností, která se dostane do seriálu, je americký zpěvák Paul Anka, po kterém Lorelai pojmenuje svého psa a který se v šesté řadě seriálu objeví v Lorelaině snu. Za zmínku stojí také úvodní píseň Carole King a Louise Goffin „Where You Lead“.

## Vysílání
| Řada | Díly | Premiéra v USA | Premiéra v USA  | Premiéra v ČR      | Premiéra v ČR     | Stanice v USA |
| Řada | Díly | První díl      | Poslední díl    | První díl          | Poslední díl      | Stanice v USA |
| ---- | ---- | -------------- | --------------- | ------------------ | ----------------- | ------------- |
| 1    | 21   | 5. října 2000  | 10. května 2001 | 8. září 2002       | 5. ledna 2003     | The WB        |
| 2    | 22   | 9. října 2001  | 21. května 2002 | 11. ledna 2003     | 17. května 2003   | The WB        |
| 3    | 22   | 24. září 2002  | 20. května 2003 | 8. února 2004      | 15. května 2004   | The WB        |
| 4    | 22   | 23. září 2003  | 18. května 2004 | 2. února 2005      | 3. března 2005    | The WB        |
| 5    | 22   | 21. září 2004  | 17. května 2005 | 5. srpna 2005      | 5. září 2005      | The WB        |
| 6    | 22   | 13. září 2005  | 9. května 2006  | 9. února 2007      | 12. března 2007   | The WB        |
| 7    | 22   | 26. září 2006  | 15. května 2007 | 14. listopadu 2008 | 16. prosince 2008 | The CW        |

## Přijetí
Seriál i jednotliví představitelé získali řadu ocenění, mezi nimi např. Family TV Award, Teen Choice Award pro Lauren Graham za „nejlepší televizní mámu“, a cenu Amerického filmového institutu.
Americký časopis Entertainment Weekly zařadil seriál na seznam „best of“ končícího desetiletí s poznámkou: „Děkujeme vám, Lorelai a Rory, dokázaly jste nám, že blízký vztah mezi matkou a dospívající dcerou není sci-fi, stačí jen pořádná dávka trpělivosti, lásky a kofeinu.“
Časopis Time zařadil Gilmorova děvčata do seznamu sta nejlepších televizních pořadů. Seriál se také umístil na 32. místě v žebříčku „Nové televizní klasiky“ Entertainment Weekly.